# The Foundations of Decay
"The Foundations of Decay" é uma música da banda de rock americana My Chemical Romance. É o primeiro lançamento da banda desde sua reunião em outubro de 2019 e o primeiro single desde "Fake Your Death" de seu álbum de maiores sucessos May Death Never Stop You (2014). A música foi escrita pelo vocalista principal Gerard Way e produzida por Doug McKean, juntamente com Gerard e o guitarrista principal Ray Toro.

## Antecedentes e lançamento
Seis anos após a separação da banda em 2013, foi anunciado um show de reunião em 31 de outubro de 2019, inicialmente programado como um evento único em Los Angeles em 20 de dezembro de 2019. A banda posteriormente agendou mais shows em todo o mundo, incluindo uma série de shows em festivais na Europa continental e três noites no Reino Unido, seguidos por outro anúncio de uma turnê na América do Norte.
Em junho de 2021, Gerard Way revelou em uma entrevista que estava trabalhando em música ao lado de Doug McKean, que engenheirou de som durante as gravações do álbum The Black Parade e Danger Days: The True Lives of the Fabulous Killjoys do My Chemical Romance. A música foi lançada em 12 de maio de 2022 sem nenhum anúncio prévio.

## Composição
"The Foundations of Decay" é uma música de rock progressivo, rock gótico, post-hardcore, e emo que implementa elementos de doom metal, punk de porão, arena rock, post-metal e metalcore. O New York Times descreveu a música como "prog-emo".
A música começa com ruído estático, antes de introduzir uma guitarra elétrica suave, piano e uma batida de bateria simples e linear ao lado dos vocais distorcidos de Gerard. A melodia então cresce até o refrãom onde atinge seu ápice, com a Billboard descrevendo-a como um "a canção irrompe com uma energia pulsante, carregando toda a força épica da adorada faixa de 2006 do MCR, 'Welcome to the Black Parade'. É um verdadeiro 'agitador de cabeças', com uma intensidade que capta a essência marcante daquela icônica música." Eles também mencionaram que a música "oscila entre festivais furiosos marcados por guitarras elétricas e momentos envolventes de narrativa", culminando em um "alvoroço repleto de gritos".
A faixa faz referência aos ataques de 11 de setembro na linha ‘Ele estava lá, no dia em que as torres caíram, E assim ele vagou pela estrada’, referindo-se à própria experiência de Gerard no dia que inicialmente o inspirou a formar a banda.

## Créditos
Créditos adaptados do Tidal.
My Chemical Romance
- Gerard Way – vocais principais, produdor, sintetizadores
- Ray Toro – guitarra principal, produtor
- Frank Iero – guitarra, vocais de apoio
- Mikey Way – baixo

Adicional
- Jamie Muhoberac – teclado
- Jarrod Alexander – bateria
- Doug McKean – produtor, engenheiro de som
- Rich Costey – mixagem
- Jeff Citron – assistente de mixagem
- Mike Bozzi – masterização

## Paradas

### Paradas semanais
| Parada (2022)                               | Posição mais alta |
| ------------------------------------------- | ----------------- |
| Austrália (ARIA)                            | 80                |
| Canadá (Canadian Hot 100)                   | 92                |
| Global 200 (Billboard)                      | 132               |
| Irlanda (IRMA)                              | 56                |
| Nova Zelândia Hot Singles (RMNZ)            | 7                 |
| UK Singles Chart (OCC)                      | 37                |
| UK Rock Chart (OCC)                         | 1                 |
| US Bubbling Under Hot 100 (Billboard)       | 2                 |
| US Digital Song Sales (Billboard)           | 11                |
| US Hot Rock & Alternative Songs (Billboard) | 7                 |
| US Rock Airplay (Billboard)                 | 16                |

| Parada (2022)                      |    |
| ---------------------------------- | -- |
| US Hot Hard Rock Songs (Billboard) | 24 |

## Histórico de lançamentos
| Região         | Data               | Formato                     | Gravadora | Referência |
| -------------- | ------------------ | --------------------------- | --------- | ---------- |
| Várias         | 12 de maio de 2022 | Download digital, streaming | Reprise   |            |
| Estados Unidos | 17 de maio de 2022 | Rádio                       | Warner    | [ 21 ]     |